# Öjebro
Öjebro är en gammal kvarnby och småort i Herrberga socken i Mjölby kommun. 
Under 1200-talet ägde Skänninge spetälskesjukhus en kvarn i byn. Under medeltiden ägdes kvarnarna av klostren i Alvastra och Skänninge. År 1781 rymde byn 15 kvarnar och sågar.    

## Stenvalvsbro från 1797
En vacker gammal stenvalsbro från 1797 med åtta valv finns där länsväg 206 från Mantorp till Skänninge passerar Svartån, som rinner norrut från Mjölby mot Roxen. Bron är 65 meter lång och en av Sveriges längsta stenvalvsbroar. Den ritades av kommissionslantmätaren Adam Wadman. 
På orten ligger Öjebro kraftstation.